# Lê Minh Quý
Lê Minh Quý là một tướng lĩnh của lực lượng Công an nhân dân Việt Nam với quân hàm Trung tướng. Ông nguyên là Viện trưởng Viện Khoa học và Công nghệ, Bộ Công an 

## Tiểu sử
Tháng 10 năm 2015, Lê Minh Quý là Đại tá công an, Viện trưởng Viện Kỹ thuật hóa sinh và Tài liệu nghiệp vụ (H57) thuộc Tổng cục Hậu cần - Kỹ thuật, Bộ Công an.
Từ tháng 9 năm 2018 đến tháng 1 năm 2019, Lê Minh Quý là Đại tá công an, Viện trưởng Viện Khoa học và Công nghệ Bộ Công an.
Tháng 9 năm 2019, Lê Minh Quý là Thiếu tướng Công an nhân dân Việt Nam, Viện trưởng Viện Khoa học và công nghệ, Bộ Công an Việt Nam.

## Lịch sử thụ phong quân hàm
| Năm thụ phong | –      | 2019        |
| ------------- | ------ | ----------- |
| Quân hàm      |        |             |
| Cấp bậc       | Đại tá | Thiếu tướng |